# Christina Moser
Christina Moser (Milano, 22 maggio 1952 – Lugano, 13 ottobre 2022) è stata una cantautrice svizzera, cofondatrice, assieme al marito Maurizio Arcieri, del duo musicale Krisma.

## Biografia
Nel 1976 esordì in coppia con Arcieri nei Krisma al Festivalbar all'Arena di Verona, occasione in cui il gruppo presentò il brano Amore composto da Vangelis. Nello stesso anno a Londra il duo registrò il suo primo album, Chinese restaurant. La Moser scrisse i testi di Amore in una sola mattinata, sollecitata per urgenze discografiche da Maurizio, da Vangelis e dal fratello di costui, Nico Papathanassiou, ai tempi produttore del nascente duo.
Durante la sua carriera Christina scrisse e cantò i testi per vari album del gruppo: Chinese Restaurant, Hibernation, Cathode Mamma, Clandestine Anticipation, Iceberg, Fido, Non ho denaro, e per i singoli Kara, Isola.
Negli anni novanta col partner Arcieri realizzò programmi televisivi e fondò la KrismaTv. A partire dal 2009 fece parte del cast fisso del programma di seconda serata Chiambretti Night, sempre al fianco del marito.
Christina Moser è morta a Lugano il 13 ottobre 2022, dopo una lunga malattia, all'età di 70 anni.

## Discografia

### Discografia con i Chrisma/Krisma

#### Album in studio
- 1977 - Chinese Restaurant
- 1979 - Hibernation
- 1980 - Cathode Mamma
- 1982 - Clandestine Anticipation
- 1983 - Fido (ridistribuito in Italia come Nothing to Do with the Dog)
- 1986 - Iceberg
- 1989 - Non ho denaro
- 2001 - The Best
- 2008 - Emo-euro-emo
- 2008 - Opera Punk

#### Raccolte
- 1982 - Chrisma
- 1999 - Many Kisses e altri successi

## Filmografia
- Perdutoamor, regia di Franco Battiato (2003)
- Sexy shop, regia di Maria Erica Pacileo e Fernando Maraghini (2014)